# Echinospartum barnadesii
La cambronera (Echinospartum barnadesii) es una especie de planta de la familia de las fabáceas.

## Descripción
Arbusto muy espinoso, redondeado y ramoso, formando almohadillas muy pegadas al suelo. Ramas opuestas y estriadas. Hojas opuestas trifoliadas, con foliolos estrechamente lanceolados. Flores en el extremo de las ramas, reunidas en grupos apretados de 3 a 9. Cáliz algo inflado, muy sedoso. Corola amarilla, amariposada, con el estandarte sedoso por la parte exterior. Florece durante el verano.

## Distribución y hábitat
En la península ibérica. En suelos ácidos. Lugares secos y soleados.

## Taxonomía

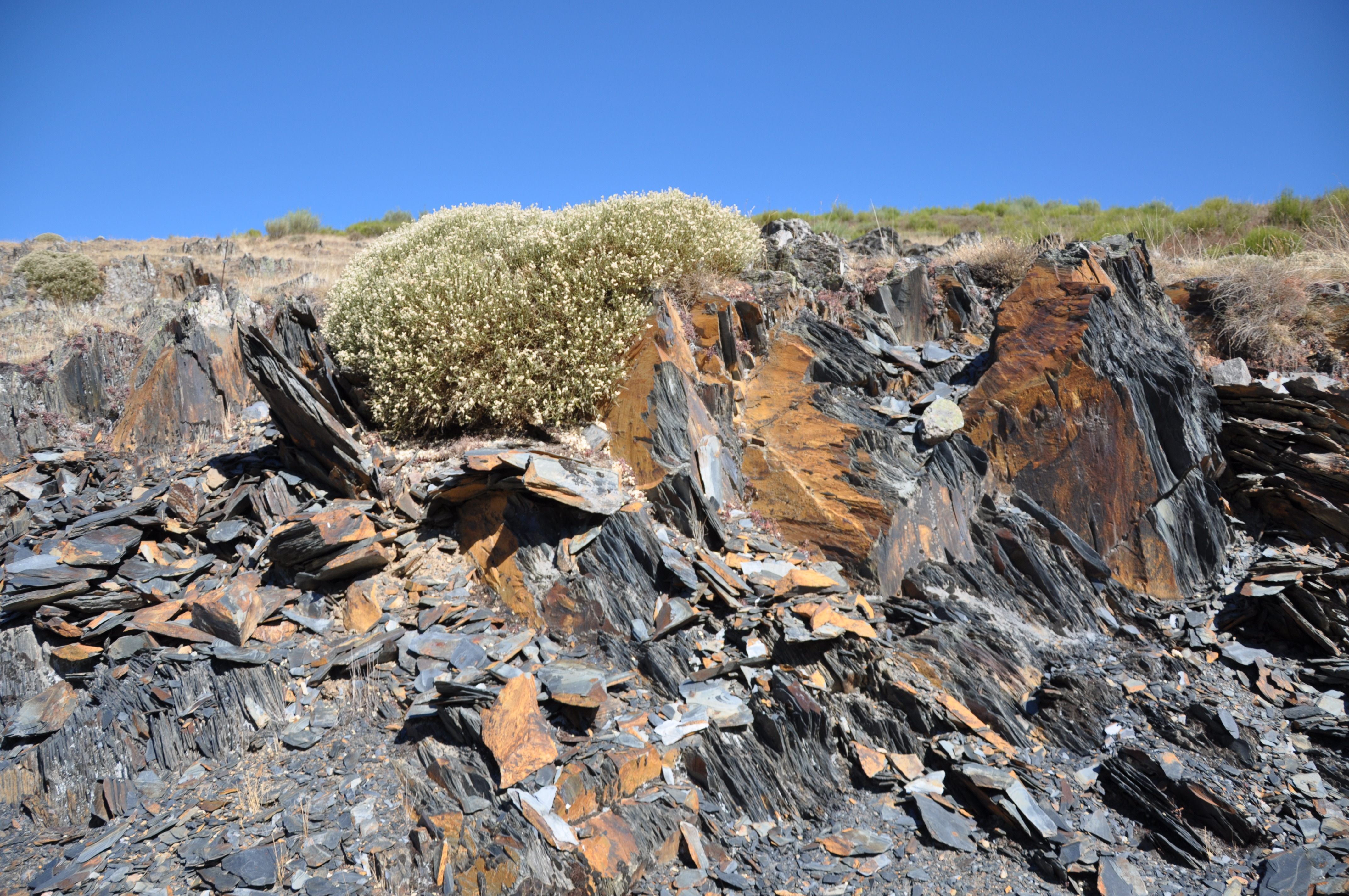
Echinospartum barnadesii subps. dorsisericeum en el Teleno, León

Echinospartum barnadesii fue descrita por (Graells) Rothm. y publicado en Botanische Jahrbücher für Systematik, Pflanzengeschichte und Pflanzengeographie 72: 81. 1941.

### Etimología
- Echinospartum: nombre genérico que deriva del griego antiguo: echînos ; latínizado echinus  = "erizo, marino y terrestre, cúpula de las castañas, etc."; y el género Spartium L. Las plantas de este género con frecuencia son espinosas y redondeadas.[3]
- barnadesii: epíteto otorgado en honor del botánico español Miguel Barnades

### Subespecies
Comprende dos subespecies.
- Echinospartum barnadesii (Graells)  Rothm. subsp. barnadesii que habita únicamente en la Sierra de Gredos, de 1400 a 2250 m de altitud que se considera un endemismo no amenazado.
- Echinospartum barnadesii subps. dorsisericeum G.López   que vive entre 750 y 2200 m de altitud en las montañas del noroeste, centro y sur de la península ibérica.[4]

### Sinonimia
- Cytisanthus barnadesii (Graells) Gams in Hegi
- Echinospartum lusitanicum subsp. barnadesii (Graells) C. Vicioso ex M. Laínz
- Genista barnadesii Graells
- Genista lusitanica subsp. barnadesii (Graells) C. Vicioso[5]

## Nombres comunes
- Castellano: acebilla, ardivella, ardivieja, ardiviella, aulaga, bolaga, cambrión, cambronera, cambrón, erizo, erizón, escambrión, escambruñeiro, escambrón, espino, espino cambrión, espino cambrón, espino escambrión, espino escambrón, espinu escambrión, gatuña.[5]